# Blechhammer (Produktionsstätte)

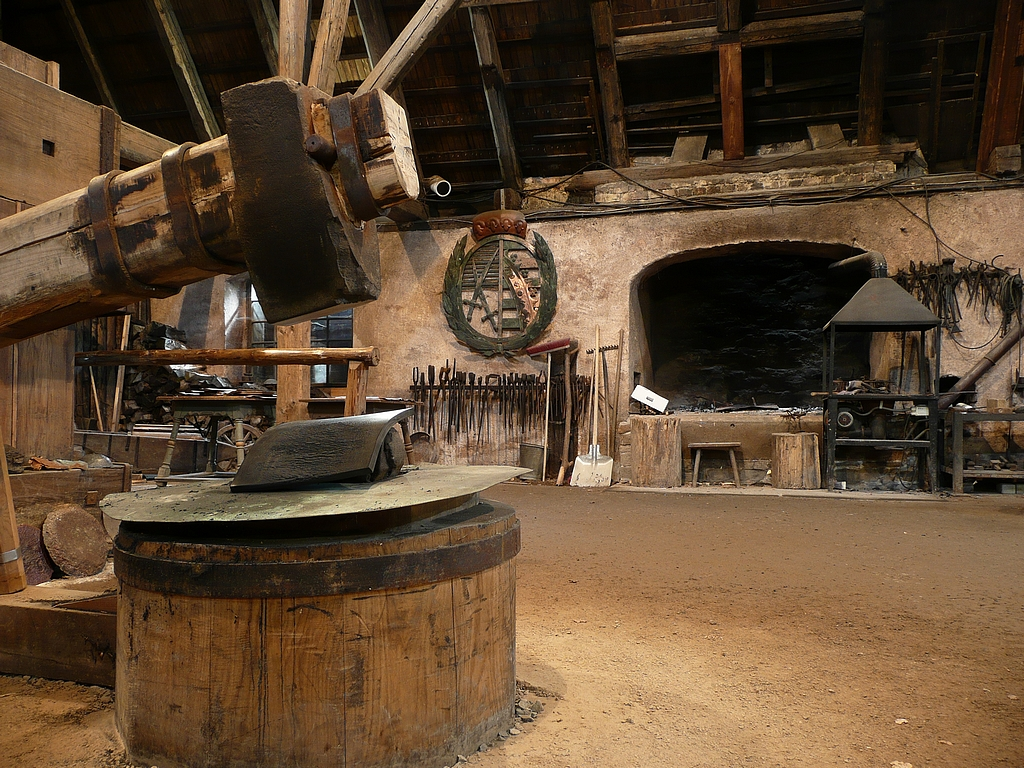
Breithammer und Schmiedefeuer der Saigerhütte Grünthal

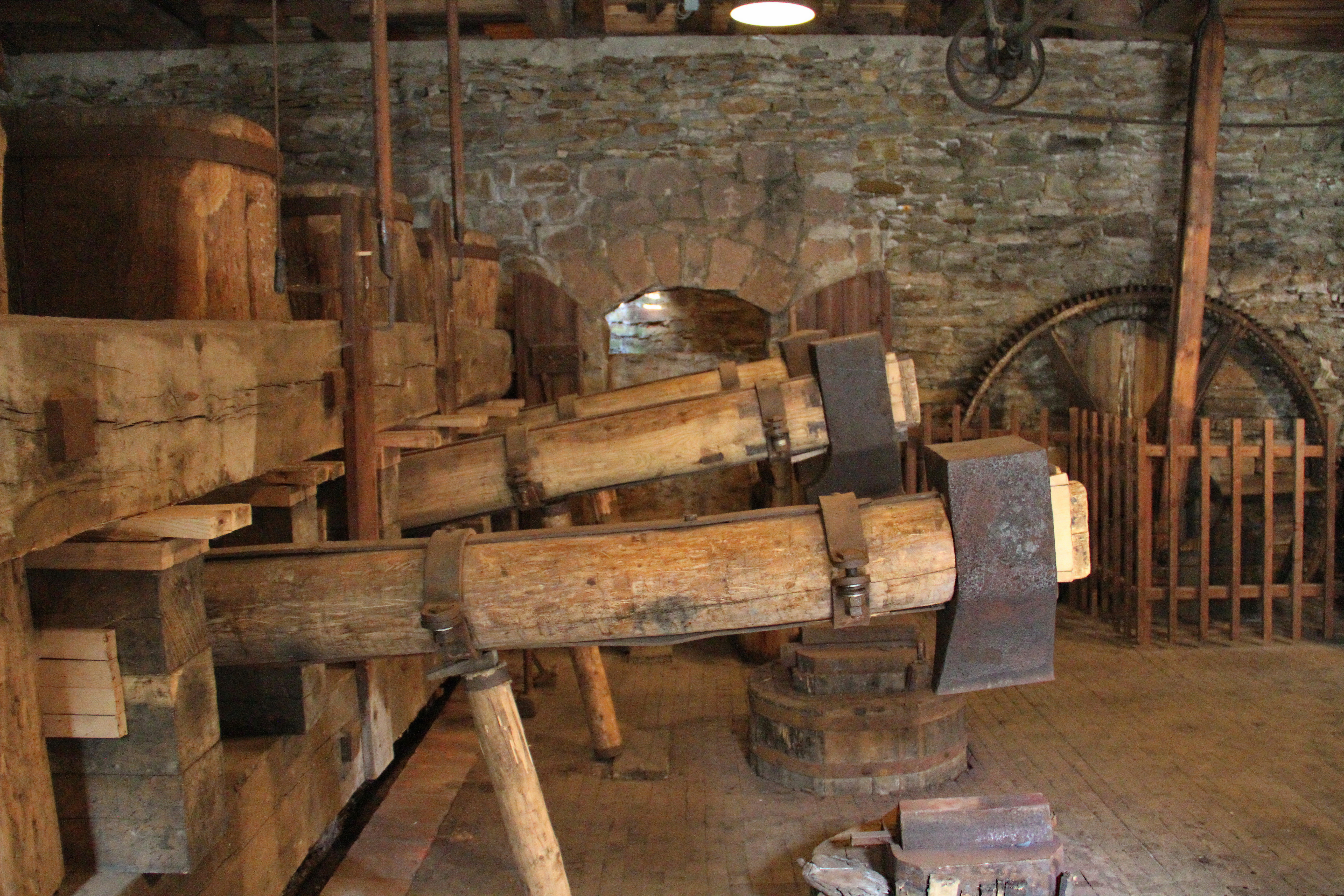
Drei Schwanzhämmer des Freibergsdorfer Hammers

Ein Blechhammer ist ein spätmittelalterlicher (ab dem 14. Jahrhundert) bis neuzeitlicher Eisenhammer zur Herstellung von Blechen. Die Bleche wurden vor der Entwicklung der Walztechnik in einem aufwändigen Schmiedeverfahren hergestellt. Als Ausgangsmaterial wurde vor allem Deuchel verwendet, später wurde auch Eisenerz eingesetzt. Dem Eisenerz fügte man häufig Schlacke oder Sinter bei, also den Hammerschlag (die Schicht, die beim Schmieden vom glühenden Eisen abspringt). Das wurde immer dort gemacht, wo Deuchel knapp oder teuer war. Für das Schmelzen dieser Materialien wurden dann aber größere Mengen an Holzkohle benötigt, man konnte das Verfahren also nur in waldreichen Gegenden einsetzen.
In den oberpfälzer Blechhämmern wurden Fein- und Bodenbleche („Dünneisen“ und „Dickseisen“) hergestellt. Die Bleche waren genormt. Von der dünneren Sorte durften auf einem Amberger Zentner (= 61 kg) 210 Bleche produziert werden, von der anderen 120 Bleche. Die Bleche maßen ungefähr 24 × 32 cm. Das Dünneisen (= Sturzblech) hatte eine Dicke von 0,5 mm, das Dickseisen (= auch Bodenblech genannt) von 0,9 mm. Verkauft wurden aber auch zu klein geratene oder löchrige Bleche. 
Die Bleche kamen als Schwarzbleche auf den Markt oder sie wurden verzinnt und als Weißbleche verkauft. Durch die Gründung der Amberger Zinnblechhandelsgesellschaft 1533 wurden die Blechhämmer in der Oberpfalz gezwungen, ihre Produkte an diese zu verkaufen und mussten sich von ihr die Preise bestimmen lassen.

## Beispiele früher Blechhämmer
Je nach wirtschaftlichen Umständen wurden Eisenhämmer von Anfang an als Blechhammer gegründet oder sie entwickelten sich aus Schienhämmern. Ebenso gibt es Beispiele, wo in einem Werk sowohl ein Blech- als auch ein Schienhammer betrieben wurden. In der Oberpfalz bestanden zwischen 1527 und 1560 etwa 38 Blechhämmer, 1579/80 waren es noch 36.
- Der Hammer Beilnstein war von seiner Gründung 1584 an ein Blechhammer.
- Die Blechmühle (Kirchenthumbach) war ein Blechhammer im Umkreis von Kirchenthumbach.
- Der Eisenhammer Schellhopfen war von seiner Gründung 1387 bis zu seinem Ende ein Blechhammer.
- Bei Kallmünz befand sich ein Blechhammer in Rohrbach.
- Das Hammerwerk Laaber war zuerst ein Schienhammer und wurde Anfang des 17. Jahrhunderts in einen Blechhammer umgewandelt.
- Das Hammerwerk Lauf bestand sowohl aus einem Schien- als auch einem Blechhammer.
- Im Hammerwerk Leidersdorf befanden sich 1478 sowohl ein Blech- wie auch ein Schienhammer.